# Николай Дренчев
Николай Георгиев Дренчев е български политик и бивш военен летец. От 2014 до 2024 г. е бил член на партия „Възраждане“, като е заемал поста организационен секретар. Народен представител в XLVII, XLVIII и XLIX народно събрание.

## Биография
Николай Дренчев е роден на 30 септември 1968 г. в град Толбухин, Народна република България. През 1973 г. се премества да живее в София. Основното образование завършва в 81-во училище, а средно в 118 средно училище „Акад. Людмил Стоянов“. В периода от 1986 до 1991 г. учи във Висшето военновъздушно училище „Георги Бенковски“ в Долна Митрополия, където завършва със звание лейтенант и специалност „летец-пилот“.
Като офицер служи в 18-и изтребителен авиационен полк в авиобаза Габровница. Пилотира МиГ-23 МЛД. През 1993 г. напуска армията.
От 1994 г. ръководи собствена фирма. Създава микропредприятие, което прераства до средно голямо предприятие за производство и монтаж на специфични метални конструкции. Твърди, че през 2009 г. е изнудван от ЧЕЗ да построи и да им подари подстанция на стойност 8 млн. лева. По негови думи това е причината да се запознае с Костадин Костадинов, който е известен тогава с непримиримата си борба против порочните практики на монополистите.
През 2012 г. се включва в създаването и учредяването на Национална мрежа на родителите (НМР) – правозащитна неправителствена организация в обществена полза, чието създаване е провокирано от опита на първото правителство на ГЕРБ да приеме „Закона за детето“, който според него е първия от специализираните „антидетски“ закони. Като заместник-председател на НМР участва в дебатите по Закона за детето, за образованието.

### Възраждане
През 2014 г. става учредител на партия Възраждане. От първия конгрес на партията в гр. Плиска е неин организационен секретар.
На парламентарните избори в България през ноември 2021 г., като кандидат за народен представител е водач на листата на партия Възраждане за 23 МИР София. Избран е за народен представител от същият многомандателен избирателен район.
На 9 февруари 2024 г. от името на „Възраждане“, председателят на партията, Костадин Костадинов го изключва от нея. Ден по-рано четирима общински съветници заемат различна позиция от тази на партията в Столичният общински съвет. Костадинов го обявява заедно с депутатите Александър Арангелов и Иво Русчев отговорен за тези събития, като ръководители на Софийската организация, за това че са препоръчали тези хора за общински съветници. Те отказват да поемат тази отговорност и биват изключени. До този момент Николай Дренчев е бил организационен секретар на „Възраждане“ и считан за втория човек в партията след Костадин Костадинов.